# Трисульфид динеодима
Трисульфид динеодима — бинарное неорганическое соединение неодима и серы 
с формулой Nd2S3,
тёмно-зелёные кристаллы,
нерастворимые в воде.

## Получение
- Действие паров серы на металлический неодим:

{\displaystyle {\mathsf {2Nd+3S\ {\xrightarrow {600-800^{o}C}}\ Nd_{2}S_{3}}}}
- Действие сероводорода на оксид лантана:

{\displaystyle {\mathsf {Nd_{2}O_{3}+3H_{2}S\ {\xrightarrow {1000^{o}C}}\ Nd_{2}S_{3}+3H_{2}O}}}

## Физические свойства
Трисульфид динеодима образует тёмно-зелёные кристаллы нескольких модификаций:
- α-Nd2S3 существует при температуре ниже 1050°С, ромбическая сингония, пространственная группа P nma, параметры ячейки a = 0,7442 нм, b = 1,5519 нм, c = 0,4029 нм, Z = 4.
- β-Nd2S3 существует в интервале температур 1050-1300°С, тетрагональная сингония, пространственная группа I 41/acd, параметры ячейки a = 1,499 нм, c = 1,990 нм;
- γ-Nd2S3 существует при температуре выше 1300°С, кубическая сингония, пространственная группа I 43d, параметры ячейки a = 0,8533 нм.

Не растворяется в холодной воде, в горячей подвергается гидролизу.

## Химические свойства
- Разлагается при нагревании до температуры плавления:

{\displaystyle {\mathsf {Nd_{2}S_{3}\ {\xrightarrow {2200^{o}C}}\ 2NdS+S}}}
- Реагирует с горячей водой:

{\displaystyle {\mathsf {Nd_{2}S_{3}+6H_{2}O\ {\xrightarrow {100^{o}C}}\ 2Nd(OH)_{3}+3H_{2}S\uparrow }}}
- Реагирует с кислотами:

{\displaystyle {\mathsf {Nd_{2}S_{3}+3HCl\ {\xrightarrow {}}\ 2NdCl_{3}+3H_{2}S\uparrow }}}
- Окисляется кислородом воздуха при нагревании:

{\displaystyle {\mathsf {2Nd_{2}S_{3}+9O_{2}\ {\xrightarrow {>650^{o}C}}\ 2Nd_{2}O_{3}+6SO_{2}\uparrow }}}